# Wellcome (Supermarkt)

Logo

Wellcome ist eine 1945 in Hongkong gegründete Supermarktkette, die seit 1964 zu der DFI Retail Group gehört, einer hundertprozentigen Tochter von Jardine Matheson. Sie war 2022 mit mehr als 280 Supermärkten und über 8.000 Mitarbeitern der größte Einzelhändler in Hongkong. Eine seit 1987 bestehende Tochter in Taiwan, mit 224 Supermärkten, wurde 2020 an Carrefour Taiwan verkauft.

## Geschichte
Wellcome wurde 1945 von Wu Chung-Wai, Lau Lim und Ko Yin-Yu gegründet. Sie eröffneten ihr erstes Geschäft in der Ice House Street in Central. Das Geschäft war auf importierte Weine, Kekse, Konserven und Getränke spezialisiert. Wellcome war der erste Lebensmittelhändler, der einen Heimlieferservice einrichtete, und durchschnittlich 600 Kunden täglich belieferte.
Wellcome wurde 1964 von Dairy Farm (jetzt DFI Retail Group) übernommen. Das Unternehmen war das erste, das ein „Selbstbedienungs“-Einzelhandelskonzept in Hongkong einführte. Wellcome war ebenso das erste Unternehmen, das 1973 vorverpackte Reisprodukte anbot. In den 1980er Jahren führte Wellcome seine erste Handelsmarke No Frills ein und bot den Kunden über 300 Produkte zu den niedrigsten Preisen im Vergleich zu anderen Händlern in Hongkong an. Später war Wellcome der erste Supermarkt, der die Technologie des elektronischen Datenaustauschs (EDI) einsetzte, um die Effizienz des Betriebs zu verbessern.
Wellcome expandierte nach Taiwan und erwarb den Supermarkt Ding Hao. Am 23. Oktober 1998 eröffnete Wellcome sein erstes 24-Stunden-Geschäft in der Great George Street, Causeway Bay. Wellcome gründete seine zweite Unternehmensmarke, First Choice, mit einer Produktpalette von über 1.000 Artikeln. 
Mit einer Investition von 400 Mio. HKD wurde 1998 das Wellcome Fresh Food Centre auf einer Fläche von 161.000 m² eröffnet. In den 1990er Jahren war Wellcome Hongkong das erste Unternehmen, das das UPC-System in Hongkonger Supermärkten einsetzte und damit einen effizienteren und bequemeren Bezahlservice bot. Wellcome führte im Jahr 2000 die Kampagne Vote For Your Favourite Brand ein und eröffnete bald darauf einen Superstore am Tuen Mun Town Plaza. Der erste Wellcome Superstore wurde ebenso im Jahr 2000 eröffnet, und 2003 gab es 31 Superstores, die über ganz Hongkong verteilt waren. Der Wellcome-Supermarkt führte einen neuen „One-Stop“-Einkaufsservice ein, der die Konzepte von Wet market und Lebensmittelgeschäft unter einem Dach vereinte. 
Im Januar 2003 eröffnete Wellcome sein Stanley-Geschäft. Es ist der erste Supermarkt, der sich in einem 140 Jahre alten historischen Gebäude befindet – der Old Stanley Police Station von 1859.

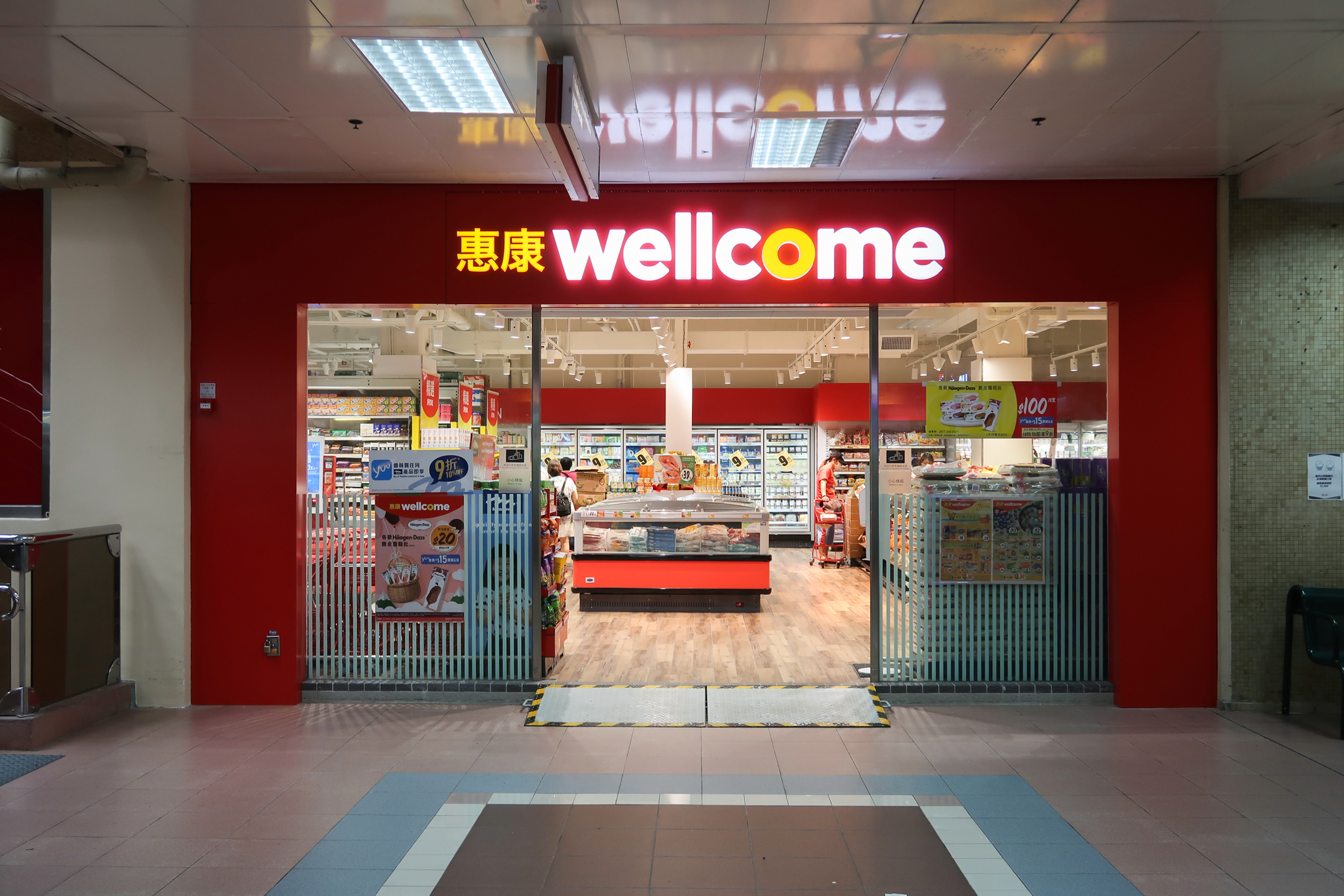
Wellcome-Filiale im Chun Shek Estate (2021).

Im Jahr 2014 wurde festgestellt, dass Wellcome Taiwan verunreinigte Zutaten in seinen Pilz- und Schweinehackfleischgewürzen verwendet hatte, wodurch das Unternehmen in den Nahrungsmittelskandal 2014 in Taiwan verwickelt wurde. Wellcome Taiwan wurde im Jahr 2020 von Carrefour übernommen. Im Februar 2024 stellte Wellcome als erster Hongkonger Lebensmittelhändler einen 24-Tonnen-Elektrotruck in Dienst.

## Belege
1. ↑  Grocery Retail | DFI Retail Group. Abgerufen am 4. Oktober 2023.
2. ↑  Wellcome and PARKnSHOP Named as Hong Kong’s Top Grocery Chains in dunnhumby Retailer Preference Index. business wire, 3. Mai 2022, abgerufen am 4. Oktober 2023 (englisch).
3. 1 2 3  Yi-chih Wang: The Big Supermarket Reshuffle How Did Wellcome Lose its Early Advantage? In: CommonWealth Magazine. 11. Juni 2020, abgerufen am 4. Oktober 2023 (englisch).
4. ↑  1940's - 1950's | Wellcome. Abgerufen am 4. Oktober 2023.
5. ↑  1980's - 90's | Wellcome. Abgerufen am 4. Oktober 2023.
6. ↑  Klaudia Lee: Wellcome change for monument. In: South China Morning Post. 25. Januar 2003, abgerufen am 20. Oktober 2024 (englisch).
7. ↑  DFI Retail Group: DFI Retail Group Deploys the First European-made 24-ton Electric Truck in Hong Kong, Advancing towards Net Zero Emissions. 1. Februar 2024, abgerufen am 2. Februar 2024 (britisches Englisch).